# Nova Zagora
Nova Zagora est une ville du centre de la Bulgarie. Sa population est de 28 007 habitants (13/09/2005).

## Jumelages
- Phères (Grèce)
- Estoril (Portugal)
- Petroșani (Roumanie)
- Taraclia (Moldavie)

## Personnalités liées à la commune
- L'architecte Nikola Nikolov est né à Nova Zagora.
- L'homme politique et juriste Nedelcho Beronov y est né aussi.